# Răchițele de Sus
Răchițele de Sus – wieś w Rumunii, w okręgu Ardżesz, w gminie Cocu. W 2011 roku liczyła 382 mieszkańców.